# Lijst van Belgische adelsverheffingen 1979
Personen die in 1979 werden opgenomen in de Belgische adel of een adellijke titel verkregen.

## Baron
- Paul Paelinck (1913-1987), persoonlijke adel en de titel baron.
- Joseph Vandermeulen 1914-1984), ambassadeur, persoonlijke adel en de titel baron.

## Jonkheer
- Franciscus d'Hanens (1932- ), erfelijke adel
- Jean-Pierre d'Hanens (1945- ), erfelijke adel.